# 谷林正昭
谷林 正昭（たにばやし まさあき、1946年〈昭和21年〉10月28日 - 2019年〈令和元年〉8月17日）は、日本の政治家。参議院議員を1期務めた。

## 概要
富山県魚津市出身。富山県立魚津工業高等学校を卒業後、日本通運に入社。
入社後、労働組合の活動に従事し、全日通労働組合富山県支部副委員長、富山県労協センター事務局長、全日本運輸産業労働組合富山県連合会執行委員長を歴任。
1998年7月12日、第18回参議院議員通常選挙において民主党から富山県選挙区から立候補し落選。同年8月1日、住博司衆議院議員の死去に伴う富山2区補欠選挙へ立候補を要請されるが、辞退。その後、参院選で当選した永田良雄が8月22日に急死したため同年9月1日付で繰り上げ当選となった。永田との票差は137,168票差であり、国政選挙の地方区の繰り上げ当選の中では最下位当選候補との得票差が最も大きい例である。
議会では沖縄及び北方問題に関する特別委員会等に所属。また、党内では党富山県連代表を務めた。
2004年、第20回参議院議員通常選挙において民主党から富山県選挙区に立候補し、前回より大幅に得票を伸ばしたものの自由民主党から立候補した河合常則に敗れ、落選した。
2019年8月17日2時52分、大腸癌のため、魚津市の富山労災病院で死去。72歳没。